# Daniel Barbitta
Daniel Barbitta (Montevideo 1756 - Buenos Aires, 1822) fue un caudillo rural de la Banda Oriental, protagonista en la historia uruguaya de una confrontación con José Artigas, luego del primer sitio de Montevideo. Barbitta comandaba una fuerza importante entre los paisanos y los criollos rurales, pero teniendo un poder un tanto menor que el de Artigas. Por otro lado, Barbitta era independentista y no federalista, como el "prócer oriental". 
Su pensamiento se conoce como barbismo, aunque recién en la actualidad es conocido debido a que fuera borrado de los libros de historia durante la Dictadura cívico-militar en Uruguay (1973-1985). 
Barbita falleció en 1822 en su exilio en Buenos Aires, a consecuencia de una tuberculosis aguda muy común en la época.
- Datos: Q5798135